# Julio Sigüenza

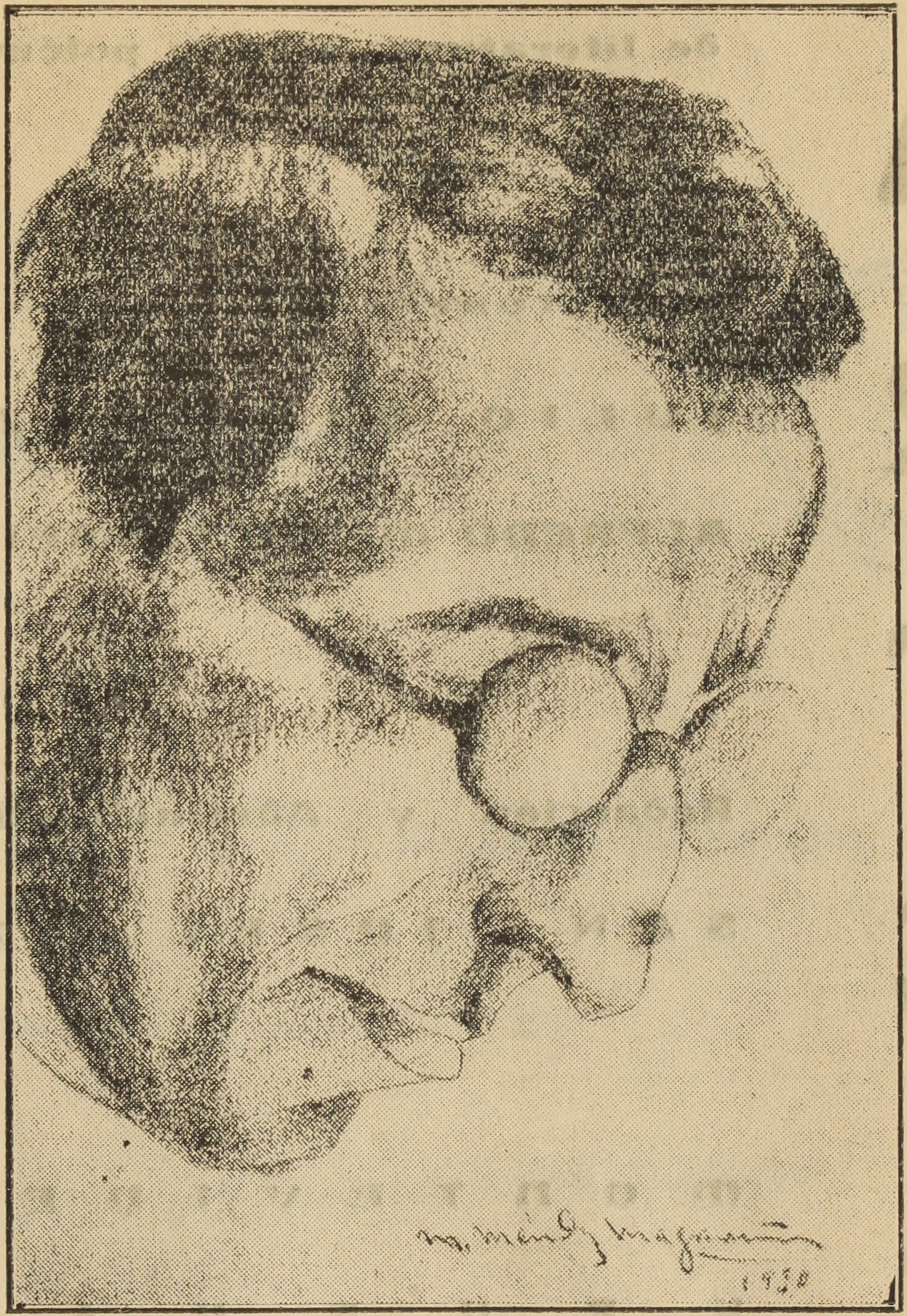
Caricatura de Julio Singüenza por Melchor Mendez Magariños aparecida en el libro de poemas "Cuaderno del ojo sin sueño" de Singüenza, circa 1930.

Julio Sigüenza Reimúndez (7 de enero de 1898, La Coruña - 15 de abril de 1965, Vigo) fue un poeta, novelista, ensayista y periodista gallego que pasó parte de su vida en Cuba, Argentina y Uruguay.

## Biografía
Emigró a Cuba en 1912, donde vivió durante trece años en La Habana. Desde muy joven comenzó a escribir artículos periodísticos relacionados con Galicia y poesías. Colaboró con otros artistas y escritores gallegos de la diáspora, fruto de lo cual surgieron publicaciones como El Eco de Galicia, Labor Gallega y la revista Galicia de La Habana, de la cual fue director. Asimismo trabajó como periodista para los periódicos El Crisol, Diario de la Marina y Diario Español. Regresó por un breve período a Galicia y volvió a radicarse en América, esta vez en Argentina, donde trabajó en diarios como La Razón, Almanaque Gallego, El Despertar Gallego, El Heraldo Gallego e Céltiga, donde también fue director.
Se trasladó luego a Montevideo donde tuvo a su cargo la dirección de la revista Galicia de esa ciudad, que era el órgano de prensa del Centro Gallego, que el mismo dirigió durante cinco años. En Montevideo vivió durante siete años y dirigió junto a Alfredo Mario Ferreiro la revista Cartel. Fue fundador y primer secretario de la Asociación Protectora de la Cultura Gallega. En los años que en que vivió en América, su labor para la defensa de la cultura Gallega fue intensa, ya sea desde publicaciones, centros culturales o como conferencista en universidades de La Plata y Montevideo.
En 1928 presentó "Cantigas e verbas ao ar", su primer libro en gallego, escrito en Montevideo y publicado en La Coruña, el cual contó con un prólogo de Juana de Ibarbourou. En 1930 publicó su ensayo "Galicia cara y cruz" sobre temas gallegos con tres estudios sobre Curros Enríquez, Rosalía de Castro y Eduardo Pondal.
En 1932 se casó con la gallega María Angelina Fontela y se radicó en Vigo. En Galicia continuó su labor como periodista y conferencista en Institutos de Noia, Tui, en el Círculo Recreativo e Instructivo de Artesanos de La Coruña, en el Ateneo Santa Lucía de esa misma ciudad y en el Centro Mercantil de Ferrol. En Vigo dirigió el diario La Tarde y fue redactor en jefe de El Pueblo Gallego e de La Hoja del Lunes. En los años de la posguerra fundó y dirigió la revista Cartel de arte y actualidad y en 1944 la revista Numen, la cual fue la única publicación de estudios poéticos editada en Galicia en esa época. Colaboró también con las revistas Cristal, de Pontevedra, el Alba, de Vigo y también en el Faro de Vigo, donde escribió hasta sus últimos días.
El 28 de enero de 1956 a propuesta de Ángel del Castillo López, Francisco Vales Villamarín y Leandro Carré Alvarellos, ingresó en la Real Academia Gallega, con su discurso sobre José Alonso y Trelles "Un gallego universal: José Alonso y Trelle (El viejo Pancho)".

## Obra

### Poesía
- De los Agros Celtas. (Prólogo de Jacinto Benavente. La Habana. Ed. Hermes, 1923)
- Del amor y de la muerte. (Prólogo de Moises Vincenzi. La Habana. Ed. Nuestra Novela, 1924)
- La ruta aventurera (Buenos Aires. Editorial Céltiga, 1927)
- Cantigas e verbas ao ar (Prólogo de Juana de Ibarbourou. La Coruña. Ed. Nós, 1928)
- Cuaderno del ojo sin sueño (Montevideo. Ed. Cartel, 1931)
- Las canciones extraviadas (Vigo. Ed. Cartel, 1937)
- Poemas del Imperio (Vigo. Ed. Faro, 1939)

### Narrativa
- El lobo (La Habana. Ed. Nuestra Novela, 1924)

### Ensayo
- Galicia cara y cruz (Montevideo. Ed. Cartel, 1930)